# Alexa-Jeanne Dubé
Alexa-Jeanne Dubé est une actrice et réalisatrice québécoise.

## Biographie
En 2011, Alexa-Jeanne Dubé obtient un diplôme en interprétation théâtrale du Cégep de Saint-Hyacinthe. Elle est la sœur du musicien électronique Christophe "CRi" Dubé, et a réalisé le clip de son single "Never Really Get There" de 2020.

### Cinéma
Elle est nommée à deux reprises pour le prix Iris du meilleur court métrage d'action en direct. Elle se mérite le prix du meilleur court métrage de fiction au 22e gala Québec Cinéma en 2020 pour SDR (Sexe pour rupture). Son film Joutel est nommé pour le prix Iris du meilleur court métrage d'action au 24e gala Québec Cinéma en 2022.
En 2016, Alexa-Jeanne Dubé joue aussi dans le film Maudite Poutine de Karl Lemieux. En 2017, elle apparaît dans le film Claire l'hiver, de Sophie Bédard Marcotte et dans Origami réalisé par Patrick Demers.

### Télévision
En tant qu'actrice, elle joue dans la série Web Féminin/Féminin, pour laquelle elle est nommée aux prix Gémeaux de la meilleure actrice dans une série Web en 2015.
Elle est aussi comédienne dans la série Faits divers, dans le rôle de Zoé Forest, la sœur du personnage d'Isabelle Blais. Elle joue aussi dans la saison 4 de Le Chalet, une série jeunesse très populaire et dans la série District 31, dans le rôle de Myriam Laforest.

## Filmographie

### Cinéma
- 2015 : Ville-Marie : Isabelle, au party d'Alexis
- 2016 : La Nouvelle Vie de Paul Sneijder de Thomas Vincent : Marie Sneijder
- 2016 : Maudite Poutine de Karl Lemieux : Dominique
- 2017 : Claire l'hiver de Sophie Bédard Marcotte : Isabelle
- 2017 : Origami de Patrick Demers : Valérie Boisclair
- 2023 : Dis-moi pourquoi ces choses sont si belles de Lyne Charlebois : Rosanna Sauvé

### Télévision
- 2017 : Trop. : Mathilde
- 2018 :  Faits divers : Zoé Forest, la sœur de Constance
- 2018 : District 31 :agente Ladouceur et Myriam Laforest
- 2018 : Le Chalet : Marion
- 2020 : La Faille : Geneviève Bédard
- 2021 : Après : Suzanne Drouin
- 2021-2023 : L'Échappée : Flora Banzini
- 2023 : Larry : Annie Bergeron
- 2023- : Stat : Laurie Villeneuve
- 2023- : Sorcières : Louise Robinson, jeune
- 2024 : Projet Innocence : Channel Lamontagne